# Substance (musikalbum av New Order)

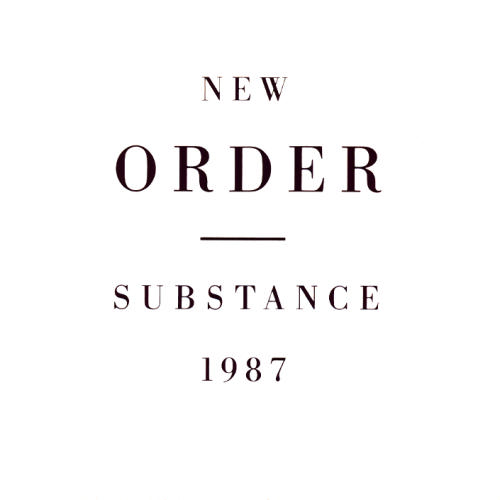
Omslag

Substance är en samlingsskiva av den engelska musikgruppen New Order, utgivet 1987. Albumet röstades fram som det 363:e bästa albumet genom tiderna år 2003 i tidningen Rolling Stone.

## Låtlista
Disk 1:
1. "Ceremony" – 4:23
2. "Everything's Gone Green" – 5:30
3. "Temptation" – 6:59
4. "Blue Monday" – 7:29
5. "Confusion" – 4:43
6. "Thieves Like Us" – 6:36
7. "The Perfect Kiss" – 8:02
8. "Sub-Culture" – 4:48
9. "Shellshock" – 6:28
10. "State of the Nation" – 6:32
11. "Bizarre Love Triangle" – 6:44
12. "True Faith" – 5:55

Disk 2:
1. "In a Lonely Place" – 6:16
2. "Procession" – 4:27
3. "Cries and Whispers" – 3:25
4. "Hurt" – 6:58
5. "The Beach" – 7:19
6. "Confused Instrumental" – 7:38
7. "Lonesome Tonight" – 5:11
8. "Murder" – 3:55
9. "Thieves Like Us (Instrumental)" – 6:57
10. "Kiss of Death" – 7:02
11. "Shame of the Nation" – 7:54
12. "1963" – 5:35